# Кікіньов Василь Матвійович
Василь Матвійович Кікіньов (23 січня 1930 , Машликіноd, Ростовська область  — 12 квітня 2017 , Київ ) — радянський та український художник-живописець. Член Спілки художників УРСР. Заслужений художник України (2007).

## Біографія
Василь Кікіньов народився 23 січня 1930 р. у с. Машликіно Ростовської області РРФСР, СРСР (нині Росія).
1954 року закінчив Луганське державне художнє училище. Вчителі за спеціальністю Т. Капканець, А. Фільберт.
Жив у Ворошиловграді (Луганську). Працював у міському мистецькому виробничому комбінаті Художнього фонду України.
У 1955–1965 рр. був заступником голови Ворошиловградського товариства художників.
Викладав у Ворошиловградському художньому училищі (1973–1974).
У 1980 році вступив до Спілки художників України. Обіймав посаду головного художника Ворошиловградського відділення художнього фонду УРСР (1980–1983). Був головою секції живопису, графіки та монументального мистецтва Луганської організації Національної Спілки Художників України (з 1988 р.).
2007 року отримав звання Заслуженого художника України.

## Творчість
Працював у галузі станкового живопису. Автор масштабних тематичних картин, присвячених шахтарям, а також портретів, натюрмортів та пейзажів. У 1982 році оформлював музей «Молода гвардія» у місті Краснодоні (зараз — Сорокине) Луганської області, присвячений героям-молодогвардійцям.
Виставкову діяльність розпочав у 1960-х роках. Брав участь в обласних, республіканських, всесоюзних, міжнародних та персональних виставках. Твори зберігаються у Луганському обласному художньому музеї, Луганському обласному краєзнавчому музеї, музеї історії та культури Луганська, літературному музеї В.І. Даля (Луганськ), Дирекції виставок міністерства культури УРСР, Стаханівському історико-мистецькому музеї, Art Gallery, Київ, Українському національному музеї в Чикаго, а також у приватних колекціях.
Виставки:
Персональні виставки: 1970, 1980, 1985, 1987, 2001 — Луганськ;
2000 — «Слобожанський луг», Луганськ;
2001 — «Україна — 10 років незалежності», Київ;
2002 — «Мистецтво», Москва;
2003 — «Кам'яний колір Луганської землі», Київ;
2004 — Виставка до 190-річчя Т. Г. Шевченка, Київ;
2005 — Виставка українських художників у Чикаго;
2005 — Центральний Дім художників, Київ;
2007 — галерея «Університет» Національного університету ім. Тараса Шевченка, Київ;
2008 — Anngallery, Київ;
2011 — Art Gallery, Київ.
Твори:
- "І в глибоких шахтах Донбасу" (1969);
- "Копчений оселедець" (1970);
- "Кавун моїм друзям шахтарям" (1977);
- "Прохідники бригади Кочергіна" (1978);
- "Бурильники" (1978);
- "Ланка прохідників" (1978);
- "Морозний вечір. Старі яблуні" (1979);
- "Зима. Берези" (1979);
- "Олексій Стаханов" (1980);
- "Михайло Кожум'яка — ланковий прохідників" (1980);
- "Микола Мамай" (1986);
- "З роботи" (1988);
- Серія робіт "Карпати" (1988);
- "Влада" (1993);
- "Оксамит" (1999);
- "Чорнобривці" (2000);
- "Онукам моїм гарбузи, чорнобривці та яблука" (2001);
- "Бузок і пташки" (2002);
- "Початок весни" (2003);
- "Благодать у тіні дерев" (2003);
- "Лісове болітце" (2004);
- "Півонії в саду" (2004);
- "Молодий дубок" (2005);
- "Бухта Чехова" (2005);
- "Скелі" (2005);
- "Гурзуфська вуличка" (2005);
- Серія робіт "Крим" (2005—2008);
- "Польові квіти" (2005);
- "Останній сніг" (2006);
- "Спека. Старі терикони" (2007);
- "У дідуся на пасіці" (2008);
- "Квіти Луганщини" (2008);
- "Гурзуф. Бухта Балаклава" (2008);
- "Півонії на вікні" (2009);
- "Півонії на столі" (2009);
- "Соняшники" (2009);
- "Півонії для внучки" (2015);
- "Воскресіння" (2015).

## Нагороди та звання
- Медаль «Захиснику Вітчизни».
- Ювілейна медаль «50 років Перемоги у Великій Вітчизняній війні 1941—1945 рр.».
- Ювілейна медаль «65 років Перемоги у Великій Вітчизняній війні 1941—1945 рр.».
- Медаль «Ветеран праці».
- Медаль «За заслуги перед Луганщиною».
- Грамота від Митрополита Харківського та Богодуховного Никодима (10 жовтня 2001).